# San José de Tiznados (paroisse civile)
Pour les articles homonymes, voir San José et San José de Tiznados.
San José de Tiznados est l'une des quatre paroisses civiles de la municipalité d'Ortiz dans l'État de Guárico au Venezuela. Sa capitale est San José de Tiznados.

## Géographie

### Démographie
Hormis sa capitale San José de Tiznados, la paroisse civile comporte plusieurs localités, dont :
- Corozal
- Los Chigüires
- Parcelamiento Majadas y Pilones
- San José de Tiznados